# Lista över fornlämningar i Söderköpings kommun (Skönberga)
Lista över fornlämningar i Söderköpings kommun (Skönberga) är en förteckning av ett urval av de fornlämningar som finns i Skönberga i Söderköpings kommun.
| Namn            | Lämningstyp             | Tillkomsttid | Historisk indelning     | Plats | Läge                 | ID-nr          | Bild                                      |
| --------------- | ----------------------- | ------------ | ----------------------- | ----- | -------------------- | -------------- | ----------------------------------------- |
| Skönberga 2:1   | Stensättning            |              | Skönberga, Östergötland |       | 58.452766, 16.371991 | 10049500020001 | Ladda upp en bild av detta fornminne      |
| Skönberga 3:1   | Stensättning            |              | Skönberga, Östergötland |       | 58.451933, 16.375556 | 10049500030001 | Ladda upp en bild av detta fornminne      |
| Skönberga 4:1   | Stensättning            |              | Skönberga, Östergötland |       | 58.459279, 16.377713 | 10049500040001 | Ladda upp en bild av detta fornminne      |
| Skönberga 4:2   | Stensättning            |              | Skönberga, Östergötland |       | 58.459378, 16.377501 | 10049500040002 | Ladda upp en bild av detta fornminne      |
| Skönberga 5:1   | Stensättning            |              | Skönberga, Östergötland |       | 58.450760, 16.377191 | 10049500050001 | Ladda upp en bild av detta fornminne      |
| Skönberga 5:2   | Stensättning            |              | Skönberga, Östergötland |       | 58.450662, 16.376817 | 10049500050002 | Ladda upp en bild av detta fornminne      |
| Skönberga 7:1   | Stensättning            |              | Skönberga, Östergötland |       | 58.451872, 16.388971 | 10049500070001 | Ladda upp en bild av detta fornminne      |
| Skönberga 7:3   | Stensättning            |              | Skönberga, Östergötland |       | 58.451773, 16.389344 | 10049500070003 | Ladda upp en bild av detta fornminne      |
| Skönberga 9:1   | Stensättning            |              | Skönberga, Östergötland |       | 58.455140, 16.387625 | 10049500090001 | Ladda upp en bild av detta fornminne      |
| Skönberga 11:1  | Stensättning            |              | Skönberga, Östergötland |       | 58.446099, 16.406954 | 10049500110001 | Ladda upp en bild av detta fornminne      |
| Skönberga 11:2  | Stensättning            |              | Skönberga, Östergötland |       | 58.445983, 16.407011 | 10049500110002 | Ladda upp en bild av detta fornminne      |
| Skönberga 11:3  | Stensättning            |              | Skönberga, Östergötland |       | 58.445971, 16.407234 | 10049500110003 | Ladda upp en bild av detta fornminne      |
| Skönberga 12:1  | Stensättning            |              | Skönberga, Östergötland |       | 58.444214, 16.413826 | 10049500120001 | Ladda upp en bild av detta fornminne      |
| Skönberga 13:1  | Stensättning            |              | Skönberga, Östergötland |       | 58.442384, 16.417120 | 10049500130001 | Ladda upp en bild av detta fornminne      |
| Skönberga 13:2  | Stensättning            |              | Skönberga, Östergötland |       | 58.442251, 16.417862 | 10049500130002 | Ladda upp en bild av detta fornminne      |
| Skönberga 14:1  | Gravfält                |              | Skönberga, Östergötland |       | 58.438599, 16.415487 | 10049500140001 | Ladda upp en bild av detta fornminne      |
| Skönberga 16:1  | Gravfält                |              | Skönberga, Östergötland |       | 58.439148, 16.414388 | 10049500160001 | Ladda upp en bild av detta fornminne      |
| Skönberga 17:1  | Stensättning            |              | Skönberga, Östergötland |       | 58.437366, 16.414544 | 10049500170001 | Ladda upp en bild av detta fornminne      |
| Skönberga 20:1  | Stensättning            |              | Skönberga, Östergötland |       | 58.414441, 16.434739 | 10049500200001 | Ladda upp en bild av detta fornminne      |
| Skönberga 21:1  | Stensättning            |              | Skönberga, Östergötland |       | 58.446197, 16.378928 | 10049500210001 | Ladda upp en bild av detta fornminne      |
| Skönberga 22:1  | Gravfält                |              | Skönberga, Östergötland |       | 58.441786, 16.400297 | 10049500220001 | Ladda upp en bild av detta fornminne      |
| Skönberga 25:1  | Fornborg                |              | Skönberga, Östergötland |       | 58.458547, 16.350364 | 10049500250001 | Ladda upp en bild av detta fornminne      |
| Skönberga 26:1  | Stensättning            |              | Skönberga, Östergötland |       | 58.457511, 16.349755 | 10049500260001 | Ladda upp en bild av detta fornminne      |
| Skönberga 28:1  | Stensättning            |              | Skönberga, Östergötland |       | 58.452079, 16.356669 | 10049500280001 | Ladda upp en bild av detta fornminne      |
| Skönberga 29:1  | Stensättning            |              | Skönberga, Östergötland |       | 58.452895, 16.356259 | 10049500290001 | Ladda upp en bild av detta fornminne      |
| Skönberga 31:1  | Stensättning            |              | Skönberga, Östergötland |       | 58.468254, 16.333584 | 10049500310001 | Ladda upp en bild av detta fornminne      |
| Skönberga 31:2  | Stensättning            |              | Skönberga, Östergötland |       | 58.468069, 16.333858 | 10049500310002 | Ladda upp en bild av detta fornminne      |
| Skönberga 33:1  | Stensättning            |              | Skönberga, Östergötland |       | 58.469045, 16.331006 | 10049500330001 | Ladda upp en bild av detta fornminne      |
| Skönberga 33:2  | Stensättning            |              | Skönberga, Östergötland |       | 58.468982, 16.331473 | 10049500330002 | Ladda upp en bild av detta fornminne      |
| Skönberga 35:1  | Fornborg                |              | Skönberga, Östergötland |       | 58.447441, 16.363769 | 10049500350001 | Ladda upp en bild av detta fornminne      |
| Skönberga 36:1  | Stensättning            |              | Skönberga, Östergötland |       | 58.447326, 16.364313 | 10049500360001 | Ladda upp en bild av detta fornminne      |
| Skönberga 36:2  | Stensättning            |              | Skönberga, Östergötland |       | 58.447176, 16.364808 | 10049500360002 | Ladda upp en bild av detta fornminne      |
| Skönberga 37:1  | Stensättning            |              | Skönberga, Östergötland |       | 58.444086, 16.345054 | 10049500370001 | Ladda upp en bild av detta fornminne      |
| Skönberga 37:2  | Stensättning            |              | Skönberga, Östergötland |       | 58.444025, 16.345333 | 10049500370002 | Ladda upp en bild av detta fornminne      |
| Skönberga 37:3  | Stensättning            |              | Skönberga, Östergötland |       | 58.443961, 16.345145 | 10049500370003 | Ladda upp en bild av detta fornminne      |
| Skönberga 42:1  | Grav- och boplatsområde |              | Skönberga, Östergötland |       | 58.457081, 16.363201 | 10049500420001 | Ladda upp en till bild av detta fornminne |
| Skönberga 43:2  | Stensättning            |              | Skönberga, Östergötland |       | 58.433066, 16.371067 | 10049500430002 | Ladda upp en bild av detta fornminne      |
| Skönberga 45:1  | Stensättning            |              | Skönberga, Östergötland |       | 58.427980, 16.391152 | 10049500450001 | Ladda upp en bild av detta fornminne      |
| Skönberga 45:2  | Stensättning            |              | Skönberga, Östergötland |       | 58.427797, 16.391193 | 10049500450002 | Ladda upp en bild av detta fornminne      |
| Skönberga 45:3  | Stensättning            |              | Skönberga, Östergötland |       | 58.427709, 16.391207 | 10049500450003 | Ladda upp en bild av detta fornminne      |
| Skönberga 45:4  | Stensättning            |              | Skönberga, Östergötland |       | 58.427545, 16.391221 | 10049500450004 | Ladda upp en bild av detta fornminne      |
| Skönberga 48:1  | Stensättning            |              | Skönberga, Östergötland |       | 58.439309, 16.375678 | 10049500480001 | Ladda upp en bild av detta fornminne      |
| Skönberga 50:1  | Stensättning            |              | Skönberga, Östergötland |       | 58.426472, 16.405127 | 10049500500001 | Ladda upp en bild av detta fornminne      |
| Skönberga 50:2  | Stensättning            |              | Skönberga, Östergötland |       | 58.426368, 16.405409 | 10049500500002 | Ladda upp en bild av detta fornminne      |
| Skönberga 55:1  | Stensättning            |              | Skönberga, Östergötland |       | 58.380838, 16.421047 | 10049500550001 | Ladda upp en bild av detta fornminne      |
| Skönberga 55:2  | Stensättning            |              | Skönberga, Östergötland |       | 58.380939, 16.421404 | 10049500550002 | Ladda upp en bild av detta fornminne      |
| Skönberga 55:3  | Stensättning            |              | Skönberga, Östergötland |       | 58.380740, 16.421288 | 10049500550003 | Ladda upp en bild av detta fornminne      |
| Skönberga 55:4  | Stensättning            |              | Skönberga, Östergötland |       | 58.380423, 16.421516 | 10049500550004 | Ladda upp en bild av detta fornminne      |
| Skönberga 56:1  | Stensättning            |              | Skönberga, Östergötland |       | 58.393148, 16.418032 | 10049500560001 | Ladda upp en bild av detta fornminne      |
| Skönberga 56:2  | Stensättning            |              | Skönberga, Östergötland |       | 58.393208, 16.417855 | 10049500560002 | Ladda upp en bild av detta fornminne      |
| Skönberga 56:3  | Stensättning            |              | Skönberga, Östergötland |       | 58.392964, 16.417977 | 10049500560003 | Ladda upp en bild av detta fornminne      |
| Skönberga 56:4  | Stensättning            |              | Skönberga, Östergötland |       | 58.392961, 16.417786 | 10049500560004 | Ladda upp en bild av detta fornminne      |
| Skönberga 57:1  | Stensättning            |              | Skönberga, Östergötland |       | 58.392903, 16.416756 | 10049500570001 | Ladda upp en bild av detta fornminne      |
| Skönberga 60:1  | Stensättning            |              | Skönberga, Östergötland |       | 58.400468, 16.422894 | 10049500600001 | Ladda upp en bild av detta fornminne      |
| Skönberga 60:2  | Stensättning            |              | Skönberga, Östergötland |       | 58.400375, 16.422923 | 10049500600002 | Ladda upp en bild av detta fornminne      |
| Skönberga 60:3  | Stensättning            |              | Skönberga, Östergötland |       | 58.400283, 16.422969 | 10049500600003 | Ladda upp en bild av detta fornminne      |
| Skönberga 64:1  | Stensättning            |              | Skönberga, Östergötland |       | 58.409093, 16.423409 | 10049500640001 | Ladda upp en bild av detta fornminne      |
| Skönberga 65:1  | Stensättning            |              | Skönberga, Östergötland |       | 58.424305, 16.401157 | 10049500650001 | Ladda upp en bild av detta fornminne      |
| Skönberga 65:2  | Stensättning            |              | Skönberga, Östergötland |       | 58.424528, 16.400905 | 10049500650002 | Ladda upp en bild av detta fornminne      |
| Skönberga 66:1  | Stensättning            |              | Skönberga, Östergötland |       | 58.415316, 16.400265 | 10049500660001 | Ladda upp en bild av detta fornminne      |
| Skönberga 66:2  | Stensättning            |              | Skönberga, Östergötland |       | 58.415404, 16.400211 | 10049500660002 | Ladda upp en bild av detta fornminne      |
| Skönberga 67:1  | Stensättning            |              | Skönberga, Östergötland |       | 58.416032, 16.399728 | 10049500670001 | Ladda upp en bild av detta fornminne      |
| Skönberga 67:2  | Stensättning            |              | Skönberga, Östergötland |       | 58.416066, 16.399579 | 10049500670002 | Ladda upp en bild av detta fornminne      |
| Skönberga 68:1  | Stensättning            |              | Skönberga, Östergötland |       | 58.424043, 16.396476 | 10049500680001 | Ladda upp en bild av detta fornminne      |
| Skönberga 73:1  | Stensättning            |              | Skönberga, Östergötland |       | 58.452245, 16.390185 | 10049500730001 | Ladda upp en bild av detta fornminne      |
| Skönberga 75:1  | Stensättning            |              | Skönberga, Östergötland |       | 58.470558, 16.373717 | 10049500750001 | Ladda upp en bild av detta fornminne      |
| Skönberga 76:1  | Stensättning            |              | Skönberga, Östergötland |       | 58.469960, 16.384111 | 10049500760001 | Ladda upp en bild av detta fornminne      |
| Skönberga 77:1  | Gravfält                |              | Skönberga, Östergötland |       | 58.473581, 16.364355 | 10049500770001 | Ladda upp en bild av detta fornminne      |
| Skönberga 78:1  | Stensättning            |              | Skönberga, Östergötland |       | 58.470923, 16.395490 | 10049500780001 | Ladda upp en bild av detta fornminne      |
| Skönberga 79:1  | Stensättning            |              | Skönberga, Östergötland |       | 58.462660, 16.385073 | 10049500790001 | Ladda upp en bild av detta fornminne      |
| Skönberga 80:1  | Gravfält                |              | Skönberga, Östergötland |       | 58.455535, 16.397593 | 10049500800001 | Ladda upp en bild av detta fornminne      |
| Skönberga 82:1  | Stensättning            |              | Skönberga, Östergötland |       | 58.472826, 16.345191 | 10049500820001 | Ladda upp en bild av detta fornminne      |
| Skönberga 83:1  | Hög                     |              | Skönberga, Östergötland |       | 58.473171, 16.346335 | 10049500830001 | Ladda upp en bild av detta fornminne      |
| Skönberga 83:2  | Hög                     |              | Skönberga, Östergötland |       | 58.473111, 16.345771 | 10049500830002 | Ladda upp en bild av detta fornminne      |
| Skönberga 83:3  | Hög                     |              | Skönberga, Östergötland |       | 58.473258, 16.345965 | 10049500830003 | Ladda upp en bild av detta fornminne      |
| Skönberga 83:4  | Hög                     |              | Skönberga, Östergötland |       | 58.473519, 16.345598 | 10049500830004 | Ladda upp en bild av detta fornminne      |
| Skönberga 84:1  | Gravfält                |              | Skönberga, Östergötland |       | 58.473931, 16.345614 | 10049500840001 | Ladda upp en bild av detta fornminne      |
| Skönberga 85:1  | Hög                     |              | Skönberga, Östergötland |       | 58.475325, 16.344167 | 10049500850001 | Ladda upp en bild av detta fornminne      |
| Skönberga 85:2  | Hög                     |              | Skönberga, Östergötland |       | 58.475185, 16.344432 | 10049500850002 | Ladda upp en bild av detta fornminne      |
| Skönberga 86:1  | Gravfält                |              | Skönberga, Östergötland |       | 58.466758, 16.356751 | 10049500860001 | Ladda upp en bild av detta fornminne      |
| Skönberga 87:1  | Hög                     |              | Skönberga, Östergötland |       | 58.466442, 16.354431 | 10049500870001 | Ladda upp en bild av detta fornminne      |
| Skönberga 90:1  | Hällristning            |              | Skönberga, Östergötland |       | 58.475366, 16.343363 | 10049500900001 | Ladda upp en bild av detta fornminne      |
| Skönberga 91:1  | Stensättning            |              | Skönberga, Östergötland |       | 58.473284, 16.347053 | 10049500910001 | Ladda upp en bild av detta fornminne      |
| Skönberga 93:1  | Stensättning            |              | Skönberga, Östergötland |       | 58.464956, 16.327873 | 10049500930001 | Ladda upp en bild av detta fornminne      |
| Skönberga 95:1  | Stensättning            |              | Skönberga, Östergötland |       | 58.476150, 16.369352 | 10049500950001 | Ladda upp en bild av detta fornminne      |
| Skönberga 100:1 | Stensättning            |              | Skönberga, Östergötland |       | 58.475430, 16.379506 | 10049501000001 | Ladda upp en bild av detta fornminne      |
| Skönberga 101:1 | Stensättning            |              | Skönberga, Östergötland |       | 58.467812, 16.376264 | 10049501010001 | Ladda upp en bild av detta fornminne      |
| Skönberga 101:2 | Stensättning            |              | Skönberga, Östergötland |       | 58.467726, 16.376915 | 10049501010002 | Ladda upp en bild av detta fornminne      |
| Skönberga 102:1 | Stensättning            |              | Skönberga, Östergötland |       | 58.473005, 16.384727 | 10049501020001 | Ladda upp en bild av detta fornminne      |
| Skönberga 102:2 | Stensättning            |              | Skönberga, Östergötland |       | 58.472996, 16.385360 | 10049501020002 | Ladda upp en bild av detta fornminne      |
| Skönberga 103:1 | Stensättning            |              | Skönberga, Östergötland |       | 58.472092, 16.389901 | 10049501030001 | Ladda upp en bild av detta fornminne      |
| Skönberga 104:1 | Hällristning            |              | Skönberga, Östergötland |       | 58.469506, 16.385088 | 10049501040001 | Ladda upp en bild av detta fornminne      |
| Skönberga 105:1 | Stensättning            |              | Skönberga, Östergötland |       | 58.470602, 16.383242 | 10049501050001 | Ladda upp en bild av detta fornminne      |
| Skönberga 111:1 | Stensättning            |              | Skönberga, Östergötland |       | 58.460754, 16.380709 | 10049501110001 | Ladda upp en bild av detta fornminne      |
| Skönberga 113:1 | Stensättning            |              | Skönberga, Östergötland |       | 58.455507, 16.392598 | 10049501130001 | Ladda upp en bild av detta fornminne      |
| Skönberga 116:1 | Stensättning            |              | Skönberga, Östergötland |       | 58.451438, 16.375454 | 10049501160001 | Ladda upp en bild av detta fornminne      |
| Skönberga 116:2 | Stensättning            |              | Skönberga, Östergötland |       | 58.451486, 16.375867 | 10049501160002 | Ladda upp en bild av detta fornminne      |
| Skönberga 117:1 | Grav- och boplatsområde |              | Skönberga, Östergötland |       | 58.449876, 16.373523 | 10049501170001 | Ladda upp en bild av detta fornminne      |
| Skönberga 118:1 | Stensättning            |              | Skönberga, Östergötland |       | 58.453435, 16.389746 | 10049501180001 | Ladda upp en bild av detta fornminne      |
| Skönberga 118:2 | Stensättning            |              | Skönberga, Östergötland |       | 58.453292, 16.389528 | 10049501180002 | Ladda upp en bild av detta fornminne      |
| Skönberga 119:1 | Stensättning            |              | Skönberga, Östergötland |       | 58.454172, 16.388614 | 10049501190001 | Ladda upp en bild av detta fornminne      |
| Skönberga 120:1 | Stensättning            |              | Skönberga, Östergötland |       | 58.454945, 16.398973 | 10049501200001 | Ladda upp en bild av detta fornminne      |
| Skönberga 124:1 | Stensättning            |              | Skönberga, Östergötland |       | 58.440972, 16.394779 | 10049501240001 | Ladda upp en bild av detta fornminne      |
| Skönberga 126:2 | Stensättning            |              | Skönberga, Östergötland |       | 58.472069, 16.388097 | 10049501260002 | Ladda upp en bild av detta fornminne      |
| Skönberga 133:1 | Stensättning            |              | Skönberga, Östergötland |       | 58.470981, 16.416239 | 10049501330001 | Ladda upp en bild av detta fornminne      |
| Skönberga 133:2 | Stensättning            |              | Skönberga, Östergötland |       | 58.470978, 16.415841 | 10049501330002 | Ladda upp en bild av detta fornminne      |
| Skönberga 135:1 | Stensättning            |              | Skönberga, Östergötland |       | 58.471059, 16.413091 | 10049501350001 | Ladda upp en bild av detta fornminne      |
| Skönberga 138:1 | Stensättning            |              | Skönberga, Östergötland |       | 58.444366, 16.411152 | 10049501380001 | Ladda upp en bild av detta fornminne      |
| Skönberga 138:2 | Stensättning            |              | Skönberga, Östergötland |       | 58.444243, 16.411083 | 10049501380002 | Ladda upp en bild av detta fornminne      |
| Skönberga 138:3 | Stensättning            |              | Skönberga, Östergötland |       | 58.444252, 16.411686 | 10049501380003 | Ladda upp en bild av detta fornminne      |
| Skönberga 142:2 | Stensättning            |              | Skönberga, Östergötland |       | 58.381517, 16.380981 | 10049501420002 | Ladda upp en bild av detta fornminne      |
| Skönberga 147:1 | Stensättning            |              | Skönberga, Östergötland |       | 58.399754, 16.352512 | 10049501470001 | Ladda upp en bild av detta fornminne      |
| Skönberga 149:1 | Stensättning            |              | Skönberga, Östergötland |       | 58.424140, 16.374658 | 10049501490001 | Ladda upp en bild av detta fornminne      |
| Skönberga 149:2 | Stensättning            |              | Skönberga, Östergötland |       | 58.424020, 16.374770 | 10049501490002 | Ladda upp en bild av detta fornminne      |
| Skönberga 149:3 | Stensättning            |              | Skönberga, Östergötland |       | 58.424100, 16.374882 | 10049501490003 | Ladda upp en bild av detta fornminne      |
| Skönberga 150:1 | Stensättning            |              | Skönberga, Östergötland |       | 58.422571, 16.386205 | 10049501500001 | Ladda upp en bild av detta fornminne      |
| Skönberga 152:1 | Stensättning            |              | Skönberga, Östergötland |       | 58.408591, 16.436153 | 10049501520001 | Ladda upp en bild av detta fornminne      |
| Skönberga 156:1 | Hällristning            |              | Skönberga, Östergötland |       | 58.389973, 16.423124 | 10049501560001 | Ladda upp en bild av detta fornminne      |
| Skönberga 157:1 | Stensättning            |              | Skönberga, Östergötland |       | 58.414668, 16.400128 | 10049501570001 | Ladda upp en bild av detta fornminne      |
| Skönberga 157:2 | Hög                     |              | Skönberga, Östergötland |       | 58.414482, 16.400675 | 10049501570002 | Ladda upp en bild av detta fornminne      |
| Skönberga 157:3 | Stensättning            |              | Skönberga, Östergötland |       | 58.414799, 16.399970 | 10049501570003 | Ladda upp en bild av detta fornminne      |
| Skönberga 171:1 | Stensättning            |              | Skönberga, Östergötland |       | 58.454450, 16.370122 | 10049501710001 | Ladda upp en bild av detta fornminne      |
| Skönberga 171:2 | Stensättning            |              | Skönberga, Östergötland |       | 58.454353, 16.370636 | 10049501710002 | Ladda upp en bild av detta fornminne      |
| Skönberga 174:1 | Stensättning            |              | Skönberga, Östergötland |       | 58.444435, 16.344019 | 10049501740001 | Ladda upp en bild av detta fornminne      |
| Skönberga 174:2 | Stensättning            |              | Skönberga, Östergötland |       | 58.444308, 16.344484 | 10049501740002 | Ladda upp en bild av detta fornminne      |
| Skönberga 175:1 | Stensättning            |              | Skönberga, Östergötland |       | 58.444091, 16.346609 | 10049501750001 | Ladda upp en bild av detta fornminne      |
| Skönberga 177:1 | Stensättning            |              | Skönberga, Östergötland |       | 58.461952, 16.341741 | 10049501770001 | Ladda upp en bild av detta fornminne      |
| Skönberga 185:1 | Hällristning            |              | Skönberga, Östergötland |       | 58.469151, 16.374452 | 10049501850001 | Ladda upp en bild av detta fornminne      |
| Skönberga 205   | Hällristning            |              | Skönberga, Östergötland |       | 58.470268, 16.383055 | 12000000111667 | Ladda upp en bild av detta fornminne      |
| Skönberga 206   | Hällristning            |              | Skönberga, Östergötland |       | 58.469506, 16.385173 | 12000000111669 | Ladda upp en bild av detta fornminne      |
| Skönberga 207   | Hällristning            |              | Skönberga, Östergötland |       | 58.469148, 16.374825 | 12000000111671 | Ladda upp en bild av detta fornminne      |
| Mogata 2:4      | Stensättning            |              | Skönberga, Östergötland |       | 58.465298, 16.419875 | 10046600020004 | Ladda upp en bild av detta fornminne      |